# یانگ شو
یانگ شو (انگلیسی: Yang Xu؛ زادهٔ ۱۲ فوریهٔ ۱۹۸۷) یک بازیکن فوتبال اهل چین است.
وی سابقه ۳۴ بازی و ۱۴ گل ملی برای تیم ملی فوتبال چین در کارنامه دارد.